# Lista över Indonesiens vicepresidenter
Indonesiens vicepresident,  (Indonesiska: Wakil Presiden Republik Indonesia) är den förste i successionsordningen till presidentämbetet och den näst mäktigaste personen i republiken Indonesien.

## Lista över vicepresidenter
| Nr | Vicepresident                | Porträtt              | Tillträdde         | Avgick              | Politiskt parti                       | President(er)            |
| -- | ---------------------------- | --------------------- | ------------------ | ------------------- | ------------------------------------- | ------------------------ |
| 1  | Dr. Mohammad Hatta           | Mohammad Hatta        | 18 August 1945     | 1 december 1956 [A] | Obunden                               | Sukarno                  |
|    | Vakant[B]                    |                       | 1 december 1956    | 22 mars 1973        |                                       | Sukarno/Suharto          |
| 2  | Sri Sultan Hamengkubuwono IX | Hamengkubuwono IX     | 22 mars 1973       | 23 mars 1978[C]     | Obunden                               | Suharto                  |
| 3  | Adam Malik                   | Adam Malik            | 23 mars 1978       | 12 mars 1983        | Golkar                                | Suharto                  |
| 4  | Umar Wirahadikusumah         | Umar Wirahadikusumah  | 12 mars 1983       | 11 mars 1988        | Golkar                                | Suharto                  |
| 5  | Sudharmono                   | Sudharmono            | 11 mars 1988       | 17 mars 1993        | Golkar                                | Suharto                  |
| 6  | Try Sutrisno                 | Try Sutrisno          | 17 mars 1993       | 14 mars 1998        | Golkar                                | Suharto                  |
| 7  | B. J. Habibie                | B. J. Habibie         | 14 mars 1998       | 21 maj 1998[D]      | Golkar                                | Suharto                  |
|    | Vakant                       |                       | 19 maj 1998        | 25 oktober 1999     |                                       | B. J. Habibie            |
| 8  | Megawati Sukarnoputri        | Megawati Sukarnoputri | 26 oktober 1999    | 23 juli 2001[E]     | Partai Demokrasi Indonesia Perjuangan | Abdurrahman Wahid        |
| 9  | Hamzah Haz                   | Hamzah Haz            | 26 juli 2001       | 20 oktober 2004     | Partai Persatuan Pembangunan          | Megawati Sukarnoputri    |
| 10 | Jusuf Kalla                  | Jusuf Kalla           | 20 oktober 2004[F] | 20 oktober 2009     | Golkar                                | Susilo Bambang Yudhoyono |
| 11 | Boediono                     | Boediono              | 20 oktober 2009    | 20 oktober 2014     | Obunden                               | Susilo Bambang Yudhoyono |
| 12 | Jusuf Kalla                  | Jusuf Kalla           | 20 oktober 2014    | 20 oktober 2019     | Golkar                                | Joko Widodo              |
| 13 | Ma'ruf Amin                  | Ma'ruf Amin           | 20 oktober 2019    | Nuvarande           |                                       | Joko Widodo              |